# Plavka
Plavka (* 25. März 1968, bürgerlich Plavka Lonich) ist eine aus Los Angeles stammende Sängerin aus dem Bereich Pop/Dance, die heute in London lebt und dort in Jazz-Clubs auftritt. Bekannt wurde sie als Sängerin bei The Shamen und Jam & Spoon.

## Karriere
Ihr erster großer Erfolg war die 1993 erschienene Single Right in the Night (Fall in Love with Music). Es war ihre erste Kooperation mit dem Trance-DJ-Duo Jam & Spoon. Die Vermischung von Trance-Elementen mit akustischer Gitarre und ihrem Gesang machte die Produktion sowohl in den Charts als auch in den Clubs erfolgreich. Der enthaltene Bonus-Track Follow Me wurde zu einem Trance-Klassiker.
1993 erschienen von Jam & Spoon gleich zwei Alben, Tripomatic Fairy Tales 2001 und Tripomatic Fairy Tales 2002, auf denen sie als Sängerin beteiligt war. Tripomatic Fairy Tales 2001 ist geprägt von Dance-/Trance-Elementen, während Tripomatic Fairy Tales 2002 Ambient-Einflüsse hat. Beide Alben wurden von Kritikern und Publikum gut aufgenommen. 1997 erschien von Jam & Spoon das Album Kaleidoscope, auf dem sie auch wieder beteiligt war.
2004 wurde das Album Tripomatic Fairy Tales 3003 veröffentlicht. Auch hier wirkte Plavka beim Duo Jam & Spoon mit.
Nach dem Tod von Mark Spoon trennten sich auch Plavka und Jam El Mar und unterbrachen dadurch ihre Karriere bei dem Duo. Daraufhin wirkte sie bei mehreren anderen Songs als Sängerin mit. Darunter waren die Singles Every Little Thing zusammen mit River Munzur und Surrender mit J Nitti.

## Diskografie
Singles

| Jahr | Titel Album                                    | Höchstplatzierung, Gesamtwochen, AuszeichnungChartplatzierungen (Jahr, Titel, Album, Platzierungen, Wochen, Auszeichnungen, Anmerkungen) | Höchstplatzierung, Gesamtwochen, AuszeichnungChartplatzierungen (Jahr, Titel, Album, Platzierungen, Wochen, Auszeichnungen, Anmerkungen) | Höchstplatzierung, Gesamtwochen, AuszeichnungChartplatzierungen (Jahr, Titel, Album, Platzierungen, Wochen, Auszeichnungen, Anmerkungen) | Höchstplatzierung, Gesamtwochen, AuszeichnungChartplatzierungen (Jahr, Titel, Album, Platzierungen, Wochen, Auszeichnungen, Anmerkungen) | Anmerkungen                                                                          |
| Jahr | Titel Album                                    | DE | AT | CH | UK | Anmerkungen                                                                          |
| ---- | ---------------------------------------------- | --- | --- | --- | --- | ------------------------------------------------------------------------------------ |
| 1990 | Hyperreal En-Tact                              | — | — | — | UK29 (5 Wo.)UK | Erstveröffentlichung: 1990 mit The Shamen                                            |
| 1991 | Move Any Mountain En-Tact                      | — | — | CH4 (13 Wo.)CH | UK4 (10 Wo.)UK | Erstveröffentlichung: 6. Oktober 1991 mit The Shamen                                 |
| 1993 | Right in the Night (Fall in Love with Music) – | DE6 Gold · (30 Wo.)DE | AT7 (12 Wo.)AT | CH4 (18 Wo.)CH | UK10 (12 Wo.)UK | Erstveröffentlichung: 8. November 1993 Verkäufe: + 250.000 Jam & Spoon feat. Plavka  |
| 1994 | Find Me (Odyssey to Anyoona) –                 | DE17 (16 Wo.)DE | — | CH20 (10 Wo.)CH | UK22 (6 Wo.)UK | Erstveröffentlichung: 27. Juni 1994 Jam & Spoon feat. Plavka                         |
| 1995 | Angel (Ladadi O-Heyo) –                        | DE30 (13 Wo.)DE | — | CH28 (11 Wo.)CH | UK26 (2 Wo.)UK | Erstveröffentlichung: 1. Mai 1995 Jam & Spoon feat. Plavka                           |
| 1997 | Kaleidoscope Skies Kaleidoscope                | DE16 (16 Wo.)DE | AT18 (10 Wo.)AT | — | UK48 (1 Wo.)UK | Erstveröffentlichung: 12. Mai 1997 Jam & Spoon feat. Plavka                          |
| 1998 | Don’t Call It Love Kaleidoscope                | DE78 (1 Wo.)DE | — | — | — | Erstveröffentlichung: 1. Juni 1998 Jam & Spoon feat. Plavka                          |
| 2004 | Butterfly Sign Tripomatic Fairtales 3003       | DE67 (7 Wo.)DE | — | — | — | Erstveröffentlichung: 11. Oktober 2004 Jam & Spoon feat. Plavka                      |
| 2010 | Every Little Thing –                           | — | — | — | — | Erstveröffentlichung: 19. Februar 2010 mit River Munzur                              |
| 2010 | Surrender –                                    | — | — | — | — | Erstveröffentlichung: 5. Juni 2010 mit J Nitti                                       |
| 2013 | Right in the Night 2013 –                      | DE38 (4 Wo.)DE | AT46 (1 Wo.)AT | CH66 (1 Wo.)CH | — | Erstveröffentlichung: 26. April 2013 Jam & Spoon feat. Plavka vs. David May & Amfree |